# Clubiona chikunii
Clubiona chikunii är en spindelart som beskrevs av Hayashi 1986. Clubiona chikunii ingår i släktet Clubiona och familjen säckspindlar. Inga underarter finns listade i Catalogue of Life.